# 稠密部分加群
抽象代数学、とくに加群論において、加群の稠密部分加群（ちゅうみつぶぶんかぐん、英: dense submodule）は本質部分加群の概念の精密化である。N が M の稠密部分加群であれば、"N ⊆ M は有理拡大 (rational extension) である"ということもできる。稠密部分加群は非可換環論における商環と関係がある。ここで現れるたいていの結果は最初 (Johnson 1951), (Utumi 1956) と (Findlay & Lambek 1958) において証明された。
この用語は位相空間論における稠密部分集合の概念とは異なることを注意すべきである。稠密部分加群を定義するのに位相は全く必要ないし、稠密部分加群は位相加群において位相的に稠密かもしれないしそうでないかもしれない。

## 定義
この記事は (Storrer 1972) と (Lam 1999, p. 272) に現れる exposition を修正する。R を環とし M を右 R 加群とし N をその部分加群とする。M の元 y of M に対し、
{\displaystyle y^{-1}N=\{r\in R\mid yr\in N\}\,}
と定義する。表現 y−1 は形式的なものに過ぎないことに注意する。加群の元 y が可逆であると言うことは意味がないからだ。しかしこの表記は y⋅(y−1N) ⊆ N であることを示唆する助けになる。集合 y −1N はつねに R の右イデアルである。
M の部分加群 N が稠密部分加群 (dense submodule) であるとは、M のすべての元 x ≠ 0 と y に対して R のある元 r が存在して xr ≠ {0} かつ yr が N の元となることである。言い換えると、導入した表記を用いて、集合
{\displaystyle x(y^{-1}N)\neq \{0\}\,}
ということである。このとき、関係は
{\displaystyle N\subseteq _{d}M\,}
と表記される。
別の同値な定義は本質的にホモロジカルである。N が M において稠密であることと
{\displaystyle \mathrm {Hom} _{R}(M/N,E(M))=\{0\}\,}
ただし E(M) は M の移入包絡、は同値である。

## 性質
- N が M の本質部分加群であることと M のすべての元 y ≠ 0 に対して集合 y⋅(y −1N) ≠ {0} であることが同値であることを示すことができる。すると明らかにすべての稠密部分加群は本質部部加群である。
- M が非特異加群 (nonsingular module) であれば、N が M において稠密であることと本質であることは同値である。
- 環が右非特異環 (right nonsingular ring) であることとその本質右イデアルがすべて稠密右イデアルであることは同値である。
- N と N'  が M の稠密部分加群であれば、N ∩ N'  もそうである。
- N が稠密で N ⊆ K ⊆ M であれば K もまた稠密である。
- B が R の稠密右イデアルであれば、R の任意の y に対して y−1B もそうである。

## 例
- x が R の中心の非零因子であれば、xR は R の稠密右イデアルである。
- I が R の両側イデアルであれば、I が右イデアルとして稠密であることと I の左零化イデアルが 0 であること、すなわち {\displaystyle \ell \cdot \mathrm {Ann} (I)=\{0\}\,} は同値である。とくに、可換環において、稠密イデアルはちょうど忠実加群であるイデアルのことである。

## 応用

### 加群の有理包
すべての右 R 加群 M はその移入包絡 (injective hull) である極大本質拡大 E(M) をもつ。極大稠密拡大を用いた類似の構成の結果が、E(M) の部分加群である rational hull Ẽ(M) である。加群が真の有理拡大をもたず Ẽ(M) = M であるとき、加群を rationally complete という。R が右非特異であれば、もちろん Ẽ(M) = E(M) である。
rational hull は直ちに移入包絡の部分加群と同一視される。S = EndR(E(M)) を移入包絡の自己準同型環とする。すると移入包絡の元 x が rational hull に入ることと x が M 上 0 である S のすべての写像によって 0 に送られることが同値である。記号で書けば、
{\displaystyle {\tilde {E}}(M)=\{x\in E(M)\mid \forall f\in S,f(M)=0\implies f(x)=0\}\,}
一般に、M 上 0 だが M の元でないある x で 0 でないような S の写像が存在するかもしれず、そのような x は rational hull には入らない。

### 極大右商環
極大右商環 (maximal right ring of quotients) は R の稠密右イデアルと関連して2つの方法で記述することができる。
- 1つの方法は、Ẽ(R) はある自己準同型環と同型な加群であることが証明され、その環構造からこの同型によって Ẽ(R) に環構造、極大右商環の構造が入る (Lam 1999, p. 366)。

- 2つ目の方法は、極大右商環は R の稠密右イデアルから R の中への準同型の同値類の集合と同一視される。同値関係は、2つの関数が同値であることを R のある稠密右イデアルで一致することによって定める (Lam 1999, p. 370)。